# Partenokarpi
Partenokarpi (grekiska: partkenos, jungfru, och karpos,frukt), anger förhållandet, att hos vissa växter kommer frukter till utveckling, utan befruktning och att samtidigt inga frön bildas. Sådana, s.k. partenokarpa frukter förekommer t.ex. hos nästan alla former av bananväxter, hos mandarinträdet, vissa raser av vinrankan m.fl. Fruktbildningen utlöses i dessa fall genom den retning, som framkallas av pollinationen eller fröämnenas befruktning. Hos en del andra växter, såsom vissa slag av fikonträd, hos gurka m.fl., inträder partenokarpi oberoende av pollination. 
Partenokarpi kan framkallas på konstlad väg genom behandling av fruktämnena med auxin.

## Kommersiell betydelse
Avsaknad av kärnor ses som en önskvärd egenskap hos ätbar frukt med hårda frön såsom ananas, banan, apelsin och grapefrukt. Partenokarpi är också önskvärt i fruktgrödor som kan vara svåra att pollinera eller gödsla, såsom tomat och sommarsquash. I dioika arter, såsom persimon, ökar partenokarpi fruktproduktion eftersom särskilda träd inte behöver planteras för att ge pollen. 
Partenokarpi är oönskad i grödor, såsom pistasch, där fröet är den ätliga delen. Trädgårdsodlare har valt och propagerat för partenokarpisorter av många växter, inklusive fikon, kaktuspäron (Opuntia), brödfrukt och aubergine. Vissa växter, såsom ananas, producerar kärnfria frukter när en enda sort odlas eftersom de är självinfertila. Vissa gurkor producerar kärnfri frukt om pollinerare exkluderas. Konstigt som det verkar, är kärnfri vattenmelon växter som odlas från frö. Fröna produceras genom att korsa en diploid förälder med en tetraploid förälder att producera triploida frön.
När blommor besprutas med någont av växthormoner gibberellin, auxin och cytokinin kan man stimulera utvecklingen av partenokarp frukt. Detta kallas artificiell partenokarpi. Växthormoner används sällan kommersiellt för att framställa partenokarp frukt.
Vissa partenokarpa sorter har utvecklats som genetiskt modifierade organismer, GMO. Andra partenokarpa sorter är å andra sidan av gammalt ursprung. Den äldsta kända odlade växten är ett partenokarpfikon som först vuxit för minst 11.200 år sedan.
I vissa klimat, kommer vanligtvis ympade päron att producera främst kärnfri frukt på grund av brist på pollinering. 